# It's Only Rock 'n' Roll (But I Like It)
«It's Only Rock 'n' Roll (But I Like It)» —en español: «Es sólo Rock 'n' Roll, (Pero me gusta)»— es una canción de la banda inglesa The Rolling Stones, escrita por Mick Jagger y Keith Richards, incluida en su álbum It's Only Rock'n'Roll de 1974. Fue lanzada como primer sencillo del disco alcanzando el puesto número 10 en el Reino Unido y el 16 en los Estados Unidos.

## Inspiración y composición
La canción fue escrita por Mick Jagger y Keith Richards, con la colaboración del futuro guitarrista de la banda Ron Wood.
Para escribir la letra, Jagger se inspiró en la canción de David Bowie «Rock 'n' Roll Suicide». La parte sobre el "suicidio en el escenario" es probablemente acerca de roqueros glam como Marc Bolan y Alice Cooper que utilizaron al suicidio como parte de su actuación en el escenario.
El significado de las letras fue resumido por Jagger en las notas del álbum Jump Back; "La idea de la canción tiene que ver con nuestra persona pública de ese momento. Me estaba cansando de la gente que hacia negocios diciendo cosas como, 'oh, no es tan bueno como su último trabajo'. Una foto de mí con una pluma clavada como si fuera una espada... Era algo poco serio, anti-periodístico".
Jagger también dijo que tan pronto como lo escribió, sabía que iba a ser un sencillo. Dijo que era su respuesta a todos los que tomaron en serio lo que él o la banda hizo. Richards por su parte se opuso a que fuera el siguiente sencillo, pero como continuaron presionando finalmente aceptó. Él dijo a Jagger que "esa canción es un clásico, el título solo es un clásico y eso es todo".

## Grabación
La grabación del tema comenzó en noviembre de 1973 y fue terminado en mayo de 1974. La canción fue originalmente grabada en la casa de Wood en Richmond, Londres. David Bowie apoyó a Jagger en las voces, Willie Weeks tocó el bajo y Kenney Jones la batería. Esta grabación es similar a la que apareció tiempo después en el álbum, donde si participaron los restantes miembros de la banda.

## Lanzamiento y legado
Lanzado como sencillo el 26 de julio de 1974, «It's Only Rock 'n Roll (But I Like It)» alcanzó el puesto #16 en los Estados Unidos y el #10 en el UK Singles Chart. Meses más tarde la canción fue incluida en el álbum It's Only Rock 'n Roll, que salió a la venta el 18 de octubre de 1974. 
El lado B fue la balada «Through the Lonely Nights», que no apareció en ningún álbum hasta Rarities 1971-2003.
The Rolling Stones tocan la canción regularmente en sus conciertos, aunque en un tono diferente a la versión de estudio: en sus álbumes en vivo Love You Live (1977) y Live Licks (2004), esta afinada en si (B), mientras que la versión de estudio esta en mi (E). Según Richards, la canción fue grabada en un tono equivocado, pero no se dieron cuenta de esto hasta que lo tocaron en vivo.
En el año 1999, la banda argentina Los Piojos incluyó una versión traducida al español de esta canción, en su álbum en vivo Ritual, la cual fue grabada el 23 de enero de 1999, en el Autocine de Villa Gessel, Buenos Aires, Argentina.

## Vídeo musical
La canción fue promocionada por un vídeo musical dirigido por Michael Lindsay-Hogg, mostrando a la banda vestida con trajes de marinero tocando en una carpa que se va llenado de espuma. Este vídeo fue la última aparición de Mick Taylor como miembro de la banda, siendo reemplazado posteriormente por Ron Wood, que aunque no aparece en el vídeo, grabó la guitarra acústica de la canción junto a Keith Richards en la guitarra eléctrica.
La espuma era detergente y, según Richards, la idea de los trajes de marinero surgió a último momento porque ninguno de los músicos quería arruinar su ropa. Jagger dijo que todo el proceso de filmación fue "muy desagradable" y también fue extremadamente largo. Las cámaras y las luces no podían estar dentro de la tienda, ya que ponía en peligro de electrocución a todos. Debido a este riesgo, para que el vídeo fuera filmado completo, la banda tenía que estar asegurada por una suma bastante razonable. Richards dijo: "El pobre Charlie (Watts) casi se ahogó... porque olvidamos que estaba sentado".

## Personal
Acreditados:
- Mick Jagger: voz, guitarra eléctrica, coros.
- Keith Richards: guitarra eléctrica, coros.
- Ron Wood: guitarra eléctrica, coros.
- Mick Taylor: guitarra eléctrica.
- Willie Weeks: bajo.
- Kenney Jones: batería.
- Ian Stewart: piano.
- David Bowie: coros.

## Posicionamiento en las listas
| Lista (1974)                       | Mejor posición |
| ---------------------------------- | -------------- |
| Alemania (Media Control AG)        | 36             |
| Canadá (RPM Hot 100)               | 13             |
| Estados Unidos (Billboard Hot 100) | 16             |
| Irlanda (IRMA)                     | 6              |
| Noruega (VG-lista)                 | 8              |
| Países Bajos (Mega Single Top 100) | 13             |
| Reino Unido (UK Singles Chart)     | 10             |